# Sandra Nováková
Pour les articles homonymes, voir Novakova.
Sandra Nováková, née le 15 avril 1982 à Prague, est une actrice de théâtre et de cinéma tchèque.
Elle se produit parfois sous le nom de Sandra Novák.

## Biographie
Elle a deux frères, Adam Novák et Filip Novák.

## Filmographie
- 1992 : Jezevec nosí pochybnosti : Lucie
- 1993 : Správná sestka (TV) : Gretel
- 1994 : Bylo nás pet (TV) : Evicka Svobodová
- 1995 : Poslední presun
- 1998 : Kinetická encyklopedie vsehomíra (TV)
- 1999 : Eliska má ráda divocinu : la fille en scooter
- 2000 : Kytice : Hana
- 2001 : Deník sílené manzelky (TV)
- 2002 : Muz, který vycházel z hrobu (TV)
- 2002 : Milácek (TV) : Susanne Walter
- 2006 : Besame mucho : Euga
- 2007 : Demoiselles (Pusinky) : Karolína
- 2008 : Soukromé pasti (TV) : Zaneta
- 2008 : Vy nám taky séfe! : Tereza
- 2009 : Veni, vidi, vici : Terezka
- 2009 : Protektor : Krista
- 2010 : Kriminálka Staré Mesto (série télévisée) : Alena
- 2011 : Tchyne a uzený (téléfilm)
- 2011 : Hasici (téléfilm) : Hedviga
- 2010-2011 : VIP zprávy (série télévisée) : elle-même
- 2009-2011 : Top star magazín (série télévisée) : elle-même
- 2012 : Ceský lev 2011 (téléfilm) : elle-même
- 2012 : Skolni vylet : Cleaning Lady
- 2013 : Obchodníci : Dása
- 2014 : Kancelár Blaník (série télévisée) : Sandra Nováková
- 2014 : Vinari (série télévisée)
- 2014 : Neviditelní (série télévisée) : Jezina Thea
- 2015 : Vsechnopárty (série télévisée) : elle-même
- 2009-2015 : Ordinace v ruzové zahrade 2 (série télévisée) : Gábina Vajnerová